# په سریر
په سر (انگلیسی: Pepe Serer؛ زادهٔ ۵ آوریل ۱۹۶۶) بازیکن فوتبال اهل اسپانیا است.
از باشگاه‌هایی که در آن بازی کرده‌است می‌توان به باشگاه ورزشی رئال مایورکا، باشگاه فوتبال بارسلونا بی، باشگاه فوتبال ویارئال، باشگاه فوتبال بارسلونا، و باشگاه فوتبال والنسیا اشاره کرد.